# Qualificazioni al Campionato CONCACAF 1977
Sono elencate di seguito le date e i risultati per le qualificazioni al Campionato CONCACAF 1977.

## Formula
17 membri CONCACAF: 6 posti disponibili per la fase finale. Nessuna squadra è qualificata direttamente alla fase finale. Le squadre e i posti disponibili sono suddivisi in tre zone di qualificazione: Nord America (2 posti), Centro America (2 posti), Caraibi (2 posti).
- Zona Nord America: 3 squadre, giocano partite di andata e ritorno, le prime due classificate si qualificano alla fase finale.
- Zona Centro America: 5 squadre, giocano partite di andata e ritorno, le prime due classificate si qualificano alla fase finale.
- Zona Caraibi - tre turni di qualificazione:

Primo turno - 2 squadre, giocano partite di andata e ritorno, la vincente accede al secondo turno
Secondo turno - 8 squadre, giocano partite di andata e ritorno, le vincenti accedono al secondo turno
Terzo turno - 4 squadre, giocano partite di andata e ritorno, le vincenti si qualificano alla fase finale.

## Zona Nord America
| Arbitro: | García |

|             |           |           |
| Bolitho 77’ | Marcatori | 8’ Bandov |

| Los Angeles 3 ottobre 1976 | Stati Uniti | 0 – 0 | Messico | Los Angeles Memorial Coliseum (33.171 spett.)\| Arbitro: \| Maglio \| |
| Arbitro:                   | Maglio      |       |         |                                                                       |

| Arbitro: | Kibritjian |

|             |           |  |
| Parsons 32’ | Marcatori |  |

| Arbitro: | Winsemann |

|                                         |           |  |
| Solís 28’ Álvarez 40’ Dávila 83’ (rig.) | Marcatori |  |

| Arbitro: | Vasquez |

|                  |           |  |
| Rys 55’ Veee 81’ | Marcatori |  |

| Toluca 27 ottobre 1976 | Messico  | 0 – 0 | Canada | Stadio Nemesio Díez\| Arbitro: \| Landauer \| |
| Arbitro:               | Landauer |       |        |                                               |

| Pos | Squadra     | P.ti | G | V | N | P | GF | GS | DR |
| --- | ----------- | ---- | - | - | - | - | -- | -- | -- |
| 1   | Messico     | 4    | 4 | 1 | 2 | 1 | 3  | 1  | +2 |
| 2   | Canada      | 4    | 4 | 1 | 2 | 1 | 2  | 3  | -1 |
| 3   | Stati Uniti | 4    | 4 | 1 | 2 | 1 | 3  | 4  | -1 |

Messico si qualifica alla fase finale, Canada e Stati Uniti effettuano uno spareggio per il secondo posto.
| Arbitro: | Ramírez |

|                                     |           |  |
| Budd 21’ Lenarduzzi 80’ Bolitho 87’ | Marcatori |  |

Canada si qualifica alla fase finale.

## Zona Centro America
| Arbitro: | Cedillos |

|                                 |           |                           |
| Tapia 48’ Ponce 50’ Sánchez 75’ | Marcatori | 34’ Jiménez 85’ Barrantes |

| Arbitro: | Luis |

|                    |           |                    |
| Vázquez 50’ (rig.) | Marcatori | 16’ Ramírez Zapata |

| Arbitro: | Alvarez |

|                                        |           |  |
| Alvarado Cascante 11’, 22’ Jiménez 44’ | Marcatori |  |

| Arbitro: | Vasquez |

|                                        |           |               |
| Ramírez Zapata 7’, 14’, 78’ Aquino 69’ | Marcatori | 88’ Hernández |

| Arbitro: | Morales |

|                                      |           |                                           |
| Wellmann 9’ (aut.) Montillo Ruíz 25’ | Marcatori | 51’ Pennant 56’, 63’ Sánchez 88’ Anderson |

| Arbitro: | Ruiz |

|                                                                |           |  |
| Sánchez 2’, 53’, 68’ Pennant 4’, 40’ McDonald 62’ Sandoval 69’ | Marcatori |  |

| Arbitro: | Molina |

|             |           |             |
| Cabrera 27’ | Marcatori | 78’ Jiménez |

| San José 5 dicembre 1976 | Costa Rica | 0 – 0 | Guatemala | \| Arbitro: \| Archundia \| |
| Arbitro:                 | Archundia  |       |           |                             |

| Arbitro: | Calderón |

|                                              |           |                     |
| MacNish Pérez 19’ Monterosso 30’ Sánchez 80’ | Marcatori | 14’ (rig.) Valencia |

| Arbitro: | Pinel |

|              |           |             |
| Sandoval 77’ | Marcatori | 89’ Salgado |

| Arbitro: | Mollinedo |

|              |           |                    |
| Figueroa 40’ | Marcatori | 75’ Ramírez Zapata |

| Arbitro: | Segura |

|                         |           |  |
| Cabrera 1’ Valencia 12’ | Marcatori |  |

| Pos | Squadra     | P.ti | G | V | N | P | GF | GS | DR  |
| --- | ----------- | ---- | - | - | - | - | -- | -- | --- |
| 1   | Guatemala   | 8    | 6 | 3 | 2 | 1 | 15 | 6  | +9  |
| 2   | El Salvador | 7    | 6 | 2 | 3 | 1 | 10 | 7  | +3  |
| 3   | Costa Rica  | 6    | 6 | 1 | 4 | 1 | 8  | 6  | +2  |
| 4   | Panama      | 3    | 6 | 1 | 1 | 4 | 7  | 21 | -14 |

Guatemala e El Salvador si qualificano alla fase finale.

## Zona Caraibi

### Primo Turno
| Arbitro: | Wuertz |

|  |           |                                      |
|  | Marcatori | 12’ Auguste 29’ Bayonne 32’ Baptiste |

| Arbitro: | Ramírez |

|                               |           |  |
| Bayonne 32’, 63’ Domingue 44’ | Marcatori |  |

Haiti accede al secondo turno.

### Secondo Turno
| Arbitro: | Gay |

|                    |           |  |
| Butts 9’ Niles 29’ | Marcatori |  |

| Arbitro: | Wooding |

|                             |           |  |
| Playfair 1’ George 35’, 53’ | Marcatori |  |

Suriname accede al terzo turno.
| Arbitro: | Steeman |

|                       |           |           |
| Clarke 47’ 54’ (rig.) | Marcatori | 83’ David |

| Arbitro: | Koetsier |

|             |           |  |
| Douglas 36’ | Marcatori |  |

NB: Viene effettuato uno spareggio.
| Arbitro: | Steeman |

|            |           |                                             |
| Clarke 26’ | Marcatori | 3’ Llewellyn 74’ Carpette 85’ (aut.) Clarke |

Trinidad e Tobago accede al terzo turno.
| Arbitro: | Chaplin |

|          |           |                |
| Ruiz 84’ | Marcatori | 27’, 39’ Sanon |

| Arbitro: | Bosch |

|                                                                       |           |  |
| Domingue 5’, 41’ Sanon 27’, 79’ Labissiere 30’ Brevil 50’ Bayonne 56’ | Marcatori |  |

Haiti accede al terzo turno.
| Arbitro: | De la Puente |

|           |           |                                                 |
| Brown 63’ | Marcatori | 29’ Rivero Bonilla 50’ Lara Soriano 75’ Fariñas |

| Arbitro: | Pastor |

|                                |           |  |
| Fariñas 42’ Pérez Castillo 77’ | Marcatori |  |

Cuba accede al terzo turno.

### Terzo Turno
| Arbitro: | Chandler |

|           |           |          |
| George 2’ | Marcatori | 9’ David |

| Arbitro: | Vicedo |

|                                 |           |                         |
| Figaro 29’ (rig.) Llewellyn 64’ | Marcatori | 44’ Olmberg 83’ Entingh |

NB: Viene effettuato uno spareggio.
| Arbitro: | Llobregat Vicedo |

|                                     |           |                |
| George 60’, 80’ Olmberg 107’ (rig.) | Marcatori | 19’, 70’ David |

Trinidad e Tobago si qualifica alla fase finale.
| Arbitro: | Stewart |

|           |           |          |
| Núñez 19’ | Marcatori | 54’Sanon |

| Arbitro: | Bosch |

|           |           |            |
| Sanon 81’ | Marcatori | 79’ Roldán |

NB: Viene effettuato uno spareggio.
| Arbitro: | Dorantes Garcia |

|                               |           |  |
| Domingue 63’ Désir 83’ (rig.) | Marcatori |  |

Haiti si qualifica alla fase finale.